# Rio Muru
O rio Muru é um curso de água do estado do Acre, Brasil. Banha a cidade de Tarauacá e desemboca no rio homônimo.